# Keith Neville
M. Keith Neville, född 25 februari 1884 i North Platte, Nebraska, död 4 december 1959 i North Platte, Nebraska, var en amerikansk demokratisk politiker. Han var Nebraskas guvernör 1917–1919.
Neville utexaminerades 1905 från St. John's College i Maryland, skötte sedan familjens ranch och var därefter verksam som bankdirektör.
Neville efterträdde 1917 John H. Morehead som Nebraskas guvernör och efterträddes 1919 av Samuel Roy McKelvie.
Neville avled 1959 och gravsattes på North Platte Cemetery.